# Dundrum
För andra betydelser, se Dundrum (olika betydelser).
Dundrum (iriska: Dún Droma) var ursprungligen en stad, men är numera en förort i södra Dublin. Mest känt är förorten för Dundrum Shopping Center som öppnades 2006 och när det är färdigbyggt förväntas bli Europas största shoppingcentrum.